# Cryptostylis filiformis
Cryptostylis filiformis é uma espécie pertencente à família das orquídeas (Orchidaceae), que existem em Java. São plantas terrestres glabras perenes; sem tubérculos, com longas raízes glabras carnosas; inflorescência racemosa, com flores que medem mais de quinze milímetros e não ressupinam, de cores pouco vistosas, com sépalas e pétalas reduzidas, parecidas mas ligeiramente diferentes, as pétalas menores; e labelo fixo e imóvel, muito maior que os outros segmentos; coluna curta e apoda com quatro polínias.

## Publicação e sinônimos
- Cryptostylis filiformis Blume, Coll. Orchid.: 134 (1859).

Sinônimos homotípicos:
- Zosterostylis filiformis (Blume) Miq., Fl. Ned. Ind. 3: 721 (1859).